# Partido Rastakhiz
Partido da Ressurreição da Nação Iraniana ( em persa: حزب رستاخیز ملت ایران   ), ou simplesmente Partido Rastakhiz ( em persa: حزب رستاخیز; romaniz.: Hezb-e Rastāxiz         ), foi o único partido político legal do Irã de 2 de março de 1975 até 1 de novembro de 1978, fundado por Mohammad Reza Pahlavi.

## História
Fundado durante o governo do primeiro-ministro Amir-Abbas Hoveyda, o partido foi culpado por alguns por contribuir para deposição da monarquia Pahlavi por antagonizar formalmente Iranianos apolíticos — especialmente bazari (comerciantes dos bazars quais, até hoje, recusam a pagar taxas) — com sua adesão compulsória e taxas, e interferência geral em política, econômica, and preocupações religiosas das vidas das pessoas.
Estabelecido junto com o partido era a ala juvenil—Juventude Rastakhiz—qual Hoveyda referiu como "o instrumento do desenvolvimento do Irã". Embora essa ala juvenil e a força-tarefa especial do partido, Rastakhiz embarcou uma campanha anti-lucrativas em grande escala direcionou contra the comerciantes bazari, onde eram identificados como "inimigos do estado". Eles mentiram muitas vezes sobre perseguição judeu, onde apoiaram mentiras em arquivos governamentais. Em Outubro de 1975, O xá, referindo a esta campanha como uma "movimento cultural", decretado este anti-lucrativo fez ser feito décimo quarto princípio da Revolução Branca.
O sistema de partido-único acabou em meados de 1978 como a Revolução Iraniana ganha terreno.

### Histórico eleitoral
| Eleição | Líder do Partido   | Parlamento | Senado  | Ref |
| ------- | ------------------ | ---------- | ------- | --- |
| 1975    | Amir-Abbas Hoveyda | 268 / 268  | 30 / 30 | IPU |

### Liderança
| Name               | Tenure    | Ref    |
| ------------------ | --------- | ------ |
| Amir-Abbas Hoveyda | 1975–1976 |        |
| Jamshid Amouzegar  | 1976–1977 |        |
| Mohammad Baheri    | 1977–1978 |        |
| Jamshid Amouzegar  | 1978      | [ 10 ] |
| Javad Saeed        | 1978      | [ 10 ] |

| Name                        | Tenure    | Ref    |
| --------------------------- | --------- | ------ |
| Fereydoun Mahdavi           | 1975–1976 | [ 11 ] |
| Mohammad Reza Ameli Tehrani | 1976–1977 |        |
| Dariush Homayoon            | 1977–1978 |        |
| Javad Saeed                 | 1978      | [ 10 ] |